# Bol, Ciad
Bol este un oraș în partea de vest a Ciadului, centru administrativ al regiunii  Lac.